# Tudorel Stoica
Tudorel Stoica (* 7. September 1954 in Brăila) ist ein ehemaliger rumänischer Fußballspieler. Er bestritt 373 Spiele in der höchsten rumänischen Fußballliga, der Divizia A.

## Spielerkarriere

### Verein
Die Karriere von Stoica begann bei seinem Heimatverein Politehnica Galați, wo er im Jahr 1971 in den Kader der ersten Mannschaft aufrückte, die seinerzeit in der Divizia B (heute Liga II) spielte. Im Laufe der Saison 1972/73 entwickelte er sich zum Stammspieler und konnte mit seiner Mannschaft den Klassenerhalt verbuchen. In der folgenden Spielzeit sprang ein Platz im Mittelfeld heraus. Im Jahr 1974 verließ er den Klub und wechselte zum Lokalrivalen FCM Galați in die Divizia A (heute Liga 1). Dort kam er kaum zum Einsatz und musste mit dem Klub am Ende der Saison absteigen.

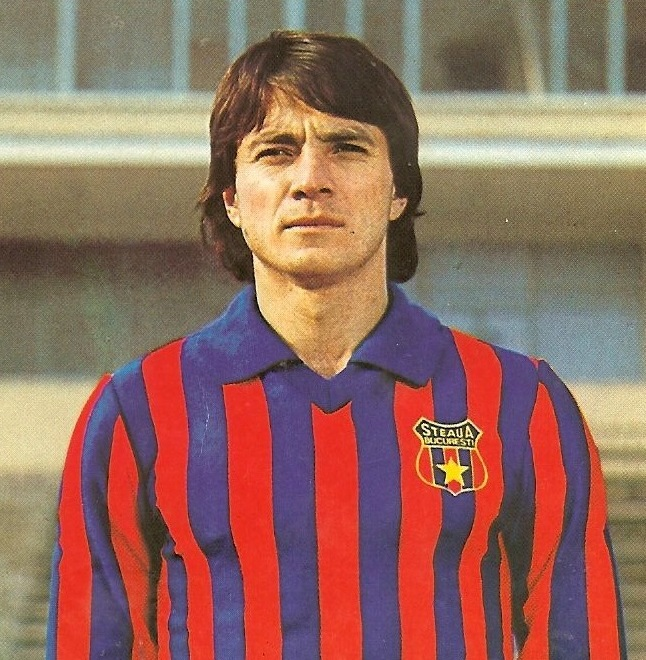
Tudorel Stoica im Trikot von Steaua Bukarest

Dennoch bot sich für Stoica die Gelegenheit, zu Steaua Bukarest und damit zu einem rumänischen Spitzenteam zu wechseln. Schon im ersten Jahr setzte er sich als Stammspieler durch und gewann mit seinem neuen Verein das Double aus Meisterschaft und Pokalsieg, wobei er im Finale gegen seinen ehemaligen Klub CSU Galați nicht zum Einsatz kam. In dem folgenden Jahr konnte die Mannschaft erneut die Meisterschaft (1977/78) und den Pokal (1978/79) gewinnen, musste aber zu Beginn der 1980er-Jahre hinter ihren Rivalen Dinamo Bukarest und Universitatea Craiova zurückstehen.
Erst im Jahr 1985 meldete sich Steaua mit der Meisterschaft und dem anschließenden Pokalsieg zurück. Stoica gehörte in den folgenden Jahren der erfolgreichsten Mannschaft des rumänischen Vereinsfußballs an. Im Jahr 1986 gewann er mit seinem Klub den Europapokal der Landesmeister, kam aber im Finale gegen den FC Barcelona nicht zum Einsatz. Im Februar 1987 gehörte er derjenigen Mannschaft an, die den europäischen Super-Cup für sich entscheiden konnte. In diesem Zeitraum gewann Steaua fünf Meistertitel in Folge und konnte viermal den Pokal gewinnen. Diese Phase endete mit dem erneuten Erreichen des Europapokalfinals, wo der Verein jedoch dem AC Mailand mit 0:4 unterlag.
Stoica gehörte während seiner Zeit bei Steaua stets zum Stamm des Teams. In der Saison 1988/89 kam er jedoch weniger zum Einsatz und wechselte im Sommer 1989 zu RC Lens in die französische Ligue 2. Nach nur einem Jahr kehrte er zu Steaua zurück, kam in der Saison 1990/91 aber nur noch zu einem Einsatz und beendete seine Karriere.

### Nationalmannschaft
Stoica bestritt 15 Spiele für die rumänische Fußballnationalmannschaft. Zum ersten Mal setzte der damalige Nationaltrainer Constantin Cernăianu ihn im Freundschaftsspiel gegen die Sowjetunion am 14. Oktober 1979 ein. Auch unter Cernăianus Nachfolger Valentin Stănescu kam er zunächst nur sporadisch zum Zuge, ehe im Jahr 1981 zum Stammspieler wurde und in den letzten Qualifikationsspielen zur Weltmeisterschaft 1982 zum Einsatz kam.
Als Stănescu nach der verpassten WM-Qualifikation durch Mircea Lucescu abgelöst wurde, wurde auch Stoica nicht mehr berücksichtigt. Er musste fast vier Jahre bis zum 7. August 1985 warten, ehe ihn Lucescu im Freundschaftsspiel gegen die Sowjetunion einsetzte. Erst Emerich Jenei baute ab November 1986 verstärkt auf Stoicas Dienste, den er zuvor als Vereinstrainer von Steaua Bukarest ebenfalls unter seinen Fittichen hatte. Er kam in einigen Qualifikationsspielen zur Europameisterschaft 1988 zum Einsatz. Sein letztes Länderspiel bestritt Stoica am 18. November 1987 gegen Österreich, als Rumänien durch ein 0:0 die EM-Qualifikation knapp verpasste.

## Trainerkarriere
Nach dem Ende seiner aktiven Laufbahn war Stoica zu Beginn der 1990er-Jahre zweimal Assistenztrainer von Emerich Jenei bei seinem früheren Verein Steaua Bukarest. Später ließ er sich in Belgien nieder und arbeitete als Scout für den RSC Anderlecht.

## Erfolge

### Verein
Steaua Bukarest
- Europapokalsieger des Landesmeister (1): 1986
- Finalist im Europapokal der Landesmeister (1): 1989
- Europäischer Supercup (1): 1987
- Weltpokal-Finalist (1): 1986
- Rumänischer Meister (7): 1976, 1978, 1985, 1986, 1987, 1988, 1989
- Rumänischer Pokalsieger (5): 1976, 1979, 1985, 1987, 1989

## Privates
Stoica ist der Vater des Fußballspielers Alin Stoica (* 1979), der viele Jahre in Belgien spielte und ebenfalls rumänischer Nationalspieler war.